# Oli de bacaba

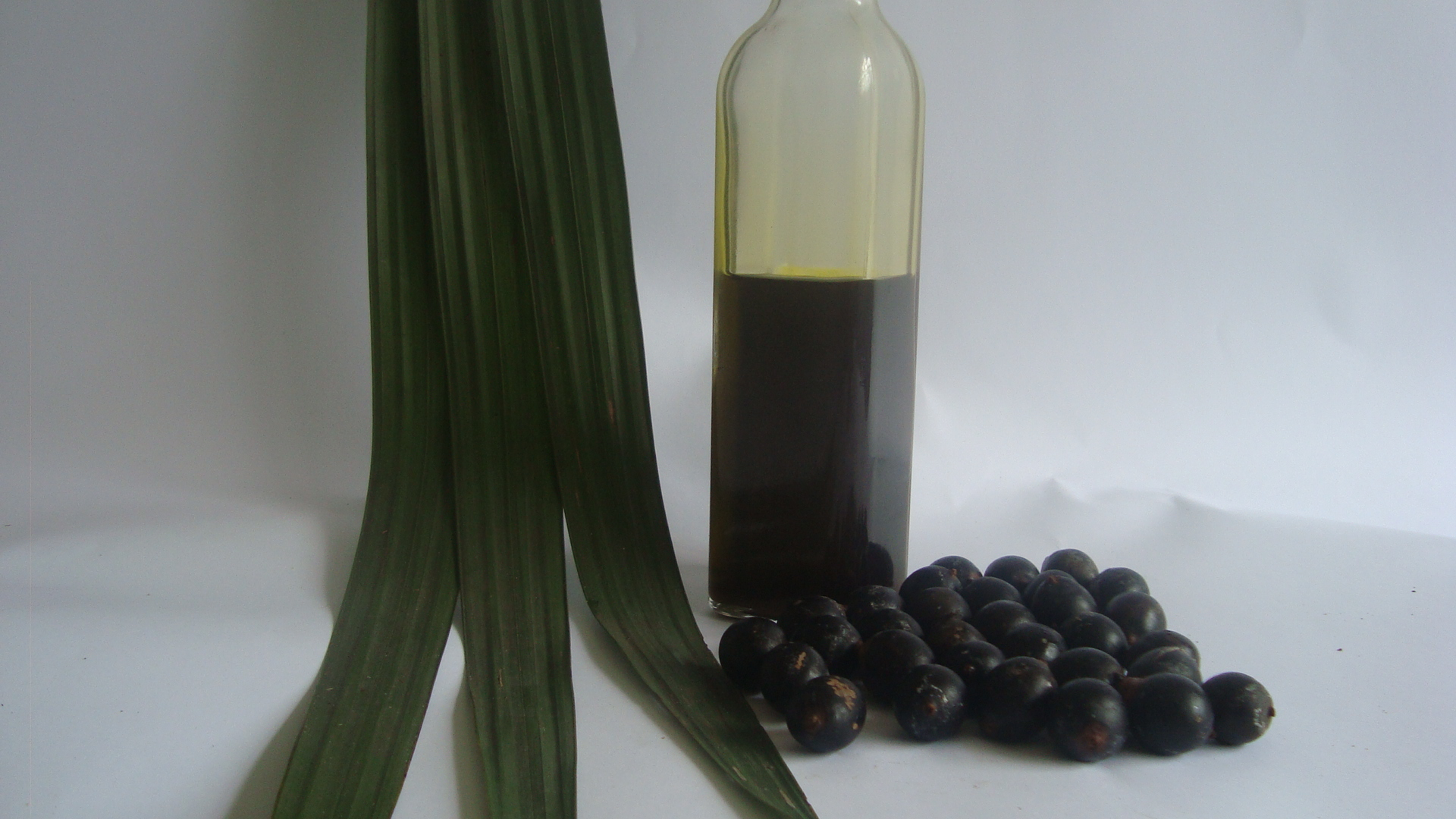
Oli verge de bacaba

L'oli de bacaba s'obté del fruit de l'Oenocarpus bacaba, que creix a la selva amazònica. La polpa del fruit també s'utilitza en l'elaboració del «vi de bacaba».
L'oli de bacaba és verdós i fragant, amb propietats fisicoquímiques similars a l'oli d'oliva. Els alts nivells d'àcids grassos insaturats com l'olèic i el linoleic proporcionen propietats emolients a l'oli de bacaba, fent-lo adequat per a la seva utilització a la pell.
| Àcid gras      | Percentatge |
| -------------- | ----------- |
| Oleic          | 50,0-65,0%  |
| Alfa-linolènic | 7,0-16,0%   |
| Behènic        | 6,0-10,0%   |
| Esteàric       | 4,0-7,0%    |
| Palmitoleic    | 3,5-5,0%    |